# Canton de Granville
Le canton de Granville est une circonscription électorale française, située dans le département de la Manche et la région Normandie.
À la suite du redécoupage cantonal de 2014, les limites territoriales du canton sont remaniées. Le nombre de communes du canton passe de 7 à 4.

## Histoire
De 1833 à 1840, les cantons de Granville et de La Haye-Pesnel avaient le même conseiller général. Le nombre de conseillers généraux était limité à trente par département.
Par décret du 25 février 2014, le nombre de cantons du département est divisé par deux, avec mise en application aux élections départementales de mars 2015. Le canton de Granville est conservé et est réduit. Il passe de sept à quatre communes.

## Économie
Par sa proximité avec le mont Saint-Michel et Chausey, le tourisme balnéaire, les festivités et la résidence secondaire, le tourisme porte l'économie du canton. Pourtant la capacité d'accueil se révèle insuffisante, et les liaisons ferroviaires et routières manquent de performance.
Mais l'attractivité touristique fait aussi grimper les prix de l'immobilier, éloignant d'autant du canton les jeunes ménages.

## Représentation
Pendant un siècle, jusqu'en 1925, le mandat cantonal est exclusivement tenu par des armateurs. Les maires de Granville sont régulièrement élus (A. Le Mengnonnet, Leclère, Godal, Desmonts, Maris, Derubay).

### Conseillers d'arrondissement (de 1833 à 1940)
| Période                                  | Période      | Identité                                    | Étiquette   | Qualité |
| ---------------------------------------- | ------------ | ------------------------------------------- | ----------- | --- |
| 1833                                     | 1836         | Jacques Louis Isidore Malicorne (1775-1846) |             | Négociant, Président du Tribunal de commerce de Granville                                                   |
|                                          |              |                                             |             | |
| 1871                                     |              | M. Beust fils                               |             | Avocat à Granville                                                                                          |
|                                          |              |                                             |             | |
| 1904                                     | 1911 (décès) | Adrien Letourneur                           | Rad.        | Docteur en médecine, maire de Granville (1908-1911)                                                         |
| 1911                                     |              | Louis-Stanislas Aubril                      | Républicain | Ancien directeur de l'Ecole d'agriculture de Sartilly, propriétaire à Saint-Nicolas-près-Granville          |
|                                          |              |                                             |             | |
| 1922                                     |              | Albert Pergeaux                             |             | Négociant, maire de Granville                                                                               |
| 1934                                     | 1940         | M. Ollivier (1889-1944)                     | Rad.        | Médecin chef de l'hôpital Paul Poirier, conseiller municipal de Granville                                   |
| 1940                                     |              |                                             |             | Les conseils d'arrondissement ont été suspendus par la loi du 12 octobre 1940 et n'ont jamais été réactivés |
| Les données manquantes sont à compléter. |              |                                             |             | |

### Conseillers généraux de 1833 à 2015
| Période | Période           | Identité                      | Étiquette    | Qualité |
| ------- | ----------------- | ----------------------------- | ------------ | --- |
| 1833    | 1839              | François Boisnard-Grandmaison |              | Armateur, président du tribunal de commerce de Granville                                                                 |
| 1839    | 1840 (annulation) | Ernest Le Mengnonnet          |              | Armateur et négociant, maire de Granville                                                                                |
| 1840    | 1848              | François-Alphonse Théroulde   |              | Armateur, président du tribunal de commerce de Granville                                                                 |
| 1848    | 1852              | Ernest Le Mengnonnet          |              | Armateur |
| 1852    | 1855              | François-Alphonse Théroulde   |              | Armateur, morutier, négociant créateur de la Compagnie Générale Maritime en 1855                                         |
| 1855    | 1864              | Arthur Le Mengnonnet          | Droite       | Armateur |
| 1864    | 1871              | Charles Leclère               |              | Armateur, maire de Granville (1861-1870)                                                                                 |
| 1871    | 1877              | Arthur Le Mengnonnet          | Droite       | Armateur, maire de Granville (1871-1874)                                                                                 |
| 1877    | 1925              | Émile Riotteau                | URD          | Armateur, député (1876-1877, 1878-1885 et 1887-1906), sénateur (1906-1927)                                               |
| 1925    | 1931              | Lucien Dior                   | RG           | Industriel, maire de Granville (1890-1892), député (1906-1932), ministre (1921 à 1924), président du conseil général     |
| 1931    | 1940              | Albert Godal                  | Rad.         | Maire de Granville (1925-1929 et 1932-1945), président de la chambre de commerce, nommé conseiller départemental en 1943 |
|         |                   |                               |              | |
| 1945    | 1951              | Jules Desmonts                | Rad.         | Directeur de collège, maire de Granville (1945)                                                                          |
| 1951    | 1958              | Roger Maris                   | DVD          | Administrateur colonial, maire de Brazzaville et de Granville                                                            |
| 1958    | 1976              | André Tiblé                   | RGR puis UDR | Entrepreneur en maçonnerie, conseiller régional (1974-1976)                                                              |
| 1976    | 1982              | Rémy Derubay                  | PS           | Professeur, maire de Granville (1977-1983)                                                                               |
| 1982    | 2001              | Jean-Claude Lécossais         | RPR          | Chirurgien, maire de Granville (1989-1990)                                                                               |
| 2001    | 2008              | Daniel Caruhel                | PS puis PRG  | Horticulteur paysagiste, maire de Granville (2008-2014)                                                                  |
| 2008    | 2015              | Jean-Marc Julienne            | NC-UDI       | Commerçant en quincaillerie, conseiller municipal de Granville                                                           |

En 2001, le conseiller RPR sortant, Jean-Claude Lécossais, est battu par le socialiste Daniel Caruhel, avec 37,74 % des suffrages contre 62,26 %. Démissionnaire du Parti socialiste, et candidat à la mairie de Granville avec l'assentiment de Marc Verdier, maire UMP sortant, il ne se représente pas dans le canton, en faveur de Jean-Marc Julienne, qui est élu avec 51,78 % des voix.

### Circonscription législative
Le canton participe à l'élection du député de la troisième circonscription de la Manche jusqu'aux élections législatives de 2012, puis de celui de la deuxième après le redécoupage des circonscriptions.

### Conseillers départementaux à partir de 2015
| Période élective | Période élective | Mandat | Mandat   | Identité           | Nuance | Nuance | Qualité                                                                                            |
| ---------------- | ---------------- | ------ | -------- | ------------------ | ------ | ------ | -------------------------------------------------------------------------------------------------- |
| 2015             | 2021             | 2015   | 2021     | Sylvie Gâté        |        | DVD    | Agricultrice, adjointe au maire de Saint-Pair-sur-Mer                                              |
| 2015             | 2021             | 2015   | 2021     | Jean-Marc Julienne |        | UDI    | Commerçant, conseiller municipal de Granville, vice-président du conseil départemental             |
| 2021             | 2028             | 2021   | en cours | Sylvie Gâté        |        | DVD    | Agricultrice Conseillère municipale de Saint-Pair-sur-Mer Vice-présidente du conseil départemental |
| 2021             | 2028             | 2021   | en cours | Yvan Taillebois    |        | DVD    | Pompier professionnel Conseiller municipal de Granville                                            |

### Résultats détaillés

#### Élections de mars 2015
À l'issue du 1er tour des élections départementales de 2015, deux binômes sont en ballottage : Sylvie Gâté et Jean-Marc Julienne (DVD, 31,47 %) et Denis Feret et Marie-Christine Launay (FN, 18,52 %). Le taux de participation est de 51,3 % (8 707 votants sur 16 973 inscrits) contre 50,67 % au niveau départemental et 50,17 % au niveau national.
Au second tour, Sylvie Gâté et Jean-Marc Julienne (DVD) sont élus avec 74,82 % des suffrages exprimés et un taux de participation de 50,31 % (5 605 voix pour 8 525 votants et 16 944 inscrits).

#### Élections de juin 2021
Le premier tour des élections départementales de 2021 est marqué par un très faible taux de participation (33,26 % au niveau national). Dans le canton de Granville, ce taux de participation est de 35,53 % (6 237 votants sur 17 554 inscrits) contre 32,67 % au niveau départemental. À l'issue de ce premier tour, deux binômes sont en ballottage : Nadine Boudal-Boinet et Jean Marc Julienne (DVC, 32,65 %) et Sylvie Gâté et Yvan Taillebois (DVD, 30,22 %).
Le second tour des élections est marqué une nouvelle fois par une abstention massive équivalente au premier tour. Les taux de participation sont de 34,36 % au niveau national, 32,63 % dans le département et 37,1 % dans le canton de Granville. Sylvie Gâté et Yvan Taillebois (DVD) sont élus avec 52,34 % des suffrages exprimés (3 038 voix pour 6 514 votants et 17 557 inscrits),,. 

## Composition

### Composition avant 2015

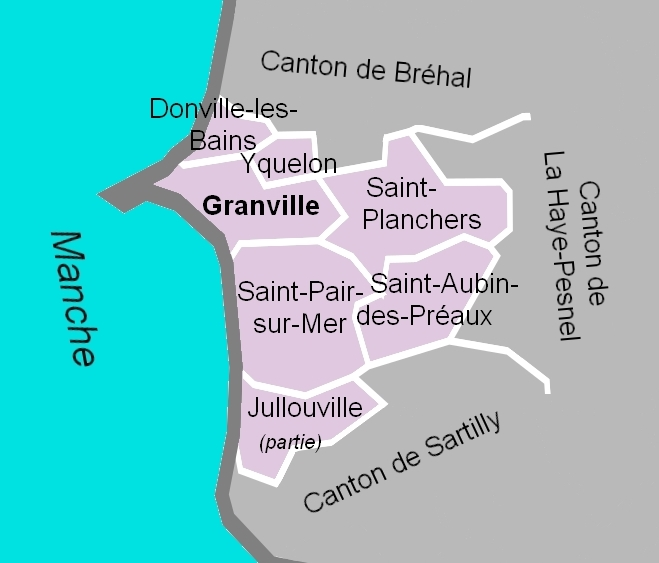
La carte des communes de l'ancien canton, situé sur le littoral de la Manche. Les cantons limitrophes étaient ceux de Bréhal, de La Haye-Pesnel et de Sartilly.

Le canton de Granville se composait d'une fraction de la commune de Jullouville et de six autres communes :
- Donville-les-Bains ;
- Granville ;
- Jullouville (fraction : ancienne commune de Bouillon) ;
- Saint-Aubin-des-Préaux ;
- Saint-Pair-sur-Mer ;
- Saint-Planchers ;
- Yquelon.

À la suite du redécoupage des cantons pour 2015, la commune de Jullouville est entièrement rattachée au canton d'Avranches, les communes de Saint-Aubin-des-Préaux at Saint-Planchers à celui de Bréhal et les communes de Donville-les-Bains, Granville, Saint-Pair-sur-Mer et Yquelon à nouveau à celui de Granville.

Situation de l'ancien territoire du canton dans l'arrondissement d'Avranches.

#### Anciennes communes
L'ancienne commune de Saint-Nicolas-près-Granville, absorbée en 1962 par Granville était la seule commune supprimée ayant existé depuis la création des communes sous la Révolution incluse dans le territoire du canton de Granville dans son découpage antérieur à 2015.
La commune de Saint-Michel-des-Loups, associée le 1er janvier 1973 à la commune de Bouillon qui prend alors le nom de Jullouville, avait un statut particulier : malgré l'association, elle faisait toujours partie du canton de Sartilly. Cette singularité était partagée par Carolles, associée également à Jullouville en 1973 et qui reprend son indépendance en janvier 2000. L'association avait également impliqué Saint-Pair-sur-Mer qui s'en sépara en janvier 1978.

### Composition après 2015
Le canton de Granville comprend quatre communes entières.
| Nom                               | Code Insee | Intercommunalité              | Superficie (km2) | Population (dernière pop. légale) | Densité (hab./km2) | Modifier                                    |
| --------------------------------- | ---------- | ----------------------------- | ---------------- | --------------------------------- | ------------------ | ------------------------------------------- |
| Granville (bureau centralisateur) | 50218      | CC de Granville, Terre et Mer | 9,90             | 12 799 (2022)                     | 1 293              | modifier les données · modifier les données |
| Donville-les-Bains                | 50165      | CC de Granville, Terre et Mer | 2,75             | 3 133 (2022)                      | 1 139              | modifier les données · modifier les données |
| Saint-Pair-sur-Mer                | 50532      | CC de Granville, Terre et Mer | 14,42            | 4 372 (2022)                      | 303                | modifier les données · modifier les données |
| Yquelon                           | 50647      | CC de Granville, Terre et Mer | 2,14             | 1 186 (2022)                      | 554                | modifier les données · modifier les données |
| Canton de Granville               | 5013       |                               | 29,21            | 21 490 (2022)                     | 736                | modifier les données                        |

## Démographie

### Démographie avant 2015
| 1962 | 1968 | 1975 | 1982 | 1990   | 1999   | 2006   | 2011   | 2012   |
| ---- | ---- | ---- | ---- | ------ | ------ | ------ | ------ | ------ |
| -    | -    | -    | -    | 21 884 | 23 383 | 24 172 | 24 675 | 24 757 |

### Démographie depuis 2015
En 2022, le canton comptait 21 490 habitants, en évolution de +1,47 % par rapport à 2016 (Manche : −0,31 %, France hors Mayotte : +2,11 %).
| 2013   | 2018   | 2022   |
| ------ | ------ | ------ |
| 21 375 | 20 871 | 21 490 |